# Направленный ответвитель
Направленный ответвитель — устройство для ответвления части электромагнитной энергии из основного канала передачи во вспомогательный. Направленный ответвитель (НО) представляет собой два (иногда более) отрезка линий передачи, связанных между собой определённым образом, основная линия называется первичной, вспомогательная — вторичной. Для нормальной работы НО один из концов вторичной линии (нерабочее плечо) должен быть заглушён согласованной нагрузкой, со второго (рабочего плеча) снимается ответвлённый сигнал, в зависимости от того, какую волну в первичной линии надо ответвить — падающую или отражённую, выбирается, какое плечо вторичной линии будет рабочим. Математически свойства направленных ответвителей описываются с помощью S-матриц (матриц рассеяния).
Радиочастотные направленные ответвители являются обратимыми, то есть при подаче мощности на связанную линию устройство работает как направленный инжектор (сумматор) мощности в основную линию.

## Применение

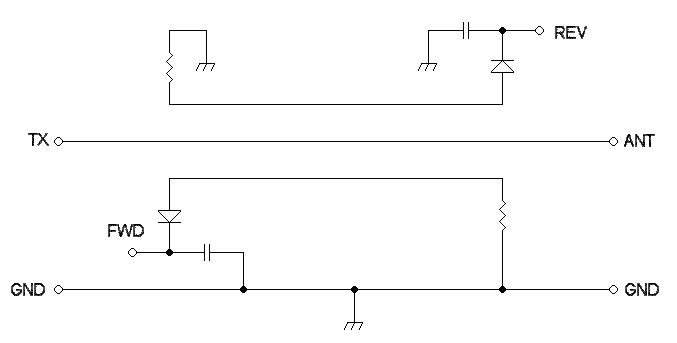
Схема двунаправленного ответвителя с детекторами для измерения мощности падающей и отражённой волны в антенном фидере

Направленные ответвители широко применяются в разных отраслях радиоэлектроники, как в качестве самостоятельных устройств в кабельных и волноводных линиях, так и в качестве элементов радиоэлектронной аппаратуры. Как самостоятельные устройства НО используются для разветвления сигнала с линии (например, телевизионные разветвители) и для контроля параметров сигнала в линии и её согласования. Как элементы аппаратуры НО используются в основном в радиоизмерительных приборах — СВЧ ваттметрах, приборах для измерения КСВ, коэффициента передачи, установках для поверки аттенюаторов и измерения ослаблений, а также в других случаях.

## Классификация
- Радиочастотные направленные ответвители
  - Волноводные НО
  - Волноводно-коаксиальные НО
  - Волноводно-полосковые НО
  - Коаксиальные НО
  - Полосковые НО
  - Шлейфные НО
  - НО на сосредоточенных элементах
- Оптические (волоконно-оптические) направленные ответвители

## Устройство радиочастотных НО

### Волноводные НО
В сантиметровом и миллиметровом диапазонах волн применяют волноводную конструкцию ответвителя. Он состоит из двух отрезков волновода, которые имеют на определенном участке общую тонкую стенку (широкую или узкую). В стенке, разделяющей волноводы, сделаны отверстия, служащие элементами связи, через которые ответвляется небольшая часть мощности из первичного волновода во вторичный. Количество отверстий, их форма и размеры определяют характеристики ответвителя. Направленное распространение во вторичном волноводе достигается в результате интерференции возбуждённых в нём волн, которые, складываясь, в одном направлении взаимно гасятся, а в другом — образуют результирующую ответвлённую волну.

### Волноводно-коаксиальные и волноводно-полосковые НО
Волноводно-коаксиальный НО имеет волноводную первичную и коаксиальную или полосковую вторичную линию, которая помещена непосредственно в волновод параллельно продольной его оси. Линия возбуждается поперечными составляющими магнитного поля волны в волноводе, подобно связанным линиям с волной типа Т. Ответвитель является противонаправленным. По сравнению с волноводным НО, волноводно-коаксиальный имеет существенно меньшие габариты.

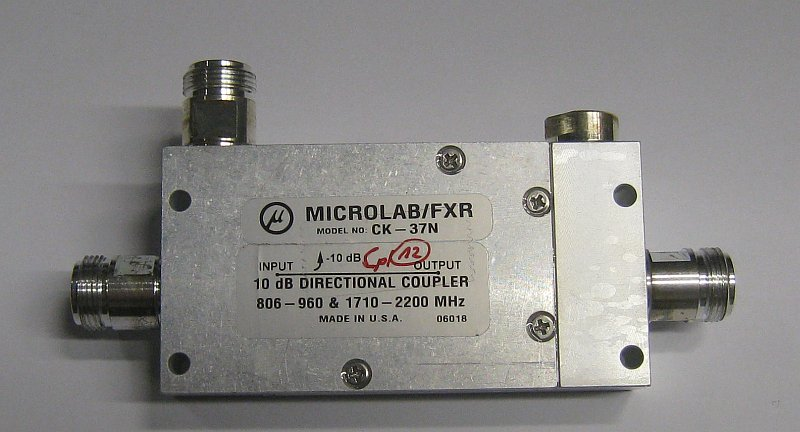
Полосковый НО

### НО на связанных линиях передачи
Наиболее компактные и широкополосные направленные ответвители в СВЧ диапазоне получаются при использовании эффектов взаимной связи в многопроводных линиях передачи с T-волнами, они могут быть реализованы как коаксиальные или полосковые НО. Коаксиальный НО представляет собой отрезок кругло-двухпроводного волновода, полосковый — два отрезка близко лежащих полосковых линий с общим экраном с выводами в виде коаксиальных разъёмов.

### Шлейфные НО
Шлейфные НО реализуются, обычно, в виде интегральных микросхем, они состоят из двух отрезков полосковых линий передачи, соединённых между собой с помощью двух и более шлейфов, длины и расстояния, между которыми равны четверти длины волны, определённой в полосковой линии передачи. С увеличением числа шлейфов направленность и диапазонные характеристики шлейфового НО улучшаются. Однако при числе шлейфов более трёх их волновые сопротивления становятся настолько большими, что практически не могут быть реализованы в печатном исполнении. В связи с этим в ИС СВЧ наибольшее распространение получили двух- и трёхшлейфные НО.

### НО на сосредоточенных элементах
На метровых и более длинных волнах НО из отрезков линий передачи обычно не применяются из-за своей громоздкости, вместо них используются ответвители на сосредоточенных реактивных элементах. В этих ответвителях отрезки линий заменены четырёхполюсниками из реактивных сосредоточенных сопротивлений. В зависимости от схемы соединения элементов между собой такие ответвители могут быть эквивалентны шлейфным НО или НО на связанных линиях.

### НО на диэлектрических волноводах
На миллиметровых и более коротких волнах НО из отрезков металлических волноводов применять не эффективно из-за узкой полосы пропускания, вместо них удобно использовать НО образованные двумя отрезками диэлектрических волноводов (ДВ), плавно сведённых на некоторое расстояние. Использование гибких диэлектриков позволяет делать такие НО с регулируемым коэффициентом деления мощности в плечи (2)и (4) и фазовым сдвигом. А также эти НО отличаются от НО на МВ очень высокой степенью развязки между входом (1) и выходом (3).
```
(1)---\      /---(2)
       \____/
       /----\
(3)---/      \---(4)
```

### Основные нормируемые характеристики
- Переходное ослабление — отношение входной мощности основной линии к мощности, ответвлённой в рабочее плечо вспомогательной линии, выраженное в децибелах, при подключении поглощающих нагрузок к неиспользуемым плечам. Переходное ослабление принимает положительные значения, от 3 дБ и более. В англоязычной литературе аналогичная величина coupling factor имеет то же значение и противоположный знак.
- Направленность (англ. directivity) — отношение мощностей на выходе рабочего и нерабочего плеч вторичной линии, выраженное в децибелах, при возбуждении рабочего плеча основной линии и подключении поглощающих нагрузок к остальным плечам.
- Рабочее затухание (англ. main line insertion loss)— отношение мощностей на входе и выходе основной линии, выраженное в децибелах, при подключении поглощающих нагрузок к неиспользуемым плечам.
- Развязка (англ. isolation) — отношение мощности на входе первичной линии к мощности в нерабочем плече вторичной линии, выраженное в децибелах, при подключении поглощающих нагрузок к неиспользуемым плечам.
- Коэффициент стоячей волны в первичной и вторичной линиях
- Рабочая полоса частот